# Sean Duffy
Sean Patrick Duffy, född 3 oktober 1971 i Hayward i Wisconsin, är en amerikansk politiker (republikan). Han var ledamot av USA:s representanthus 2011–2019.
Duffy blev känd tack vare dokusåpan The Real World. Han medverkade i programmets sjätte säsong 1997 som utspelade sig i Boston. Han medverkade dessutom 1998 i uppföljaren, den första säsongen av dokusåpan The Challenge, som då hette Road Rules: All Stars och 2002 i den femte säsongen som hette Real World/Road Rules Challenge: Battle of the Seasons.
Duffy träffade sin blivande hustru Rachel Campos när båda medverkade i Road Rules: All Stars. Rachel hade tidigare deltagit i den tredje säsongen av The Real World år 1994 som utspelade sig i San Francisco. Paret gifte sig i april 1999.
Duffy avgick som kongressledamot i september 2019 när hans och Rachels nionde barn Valentina föddes med Downs syndrom och hjärtfel.
I november 2024, utsågs han till transportminister under Donald Trumps andra presidentskap, vilket accepterades av senaten 28 januari 2025 med röstsiffrorna 77–22.